# La Florida, Taretan
La Florida är en ort i Mexiko.   Den ligger i kommunen Taretan och delstaten Michoacán de Ocampo, i den södra delen av landet, 290 km väster om huvudstaden Mexico City. La Florida ligger 1 001 meter över havet och antalet invånare är 535.
Terrängen runt La Florida är huvudsakligen kuperad, men åt sydost är den bergig. Runt La Florida är det ganska glesbefolkat, med 47 invånare per kvadratkilometer. Närmaste större samhälle är Taretán, 5,8 km väster om La Florida. I omgivningarna runt La Florida växer huvudsakligen savannskog.